# (7736) Nizhnij Novgorod
(7736) Nizhnij Novgorod (1981 RC5) – planetoida z pasa głównego asteroid okrążająca Słońce w ciągu 4 lat i 59 dni w średniej odległości 2,59 j.a. Została odkryta 8 września 1981 roku.